# Moarigrabensattel
Der Moarigrabensattel (auch Margrabensattel) ist ein 698 m ü. A. hoher Gebirgspass im südlichen Niederösterreich, der das Pielachtal mit dem Traisental verbindet. Der Pass ist nur von örtlicher Bedeutung.
Über den Pass führt die L5217 von der Mariazeller Straße B 20 in Schrambach an der Traisen über Christenthal zur L107 bei Tradigist (unweit der Pielachtal Straße B 39 bei Warth an der Pielach).
Die Straße ist etwa zehn Kilometer lang, überwindet beiderseits etwa 300 Höhenmeter, und hat beiderseits durchschnittlich etwa 6 % Steigung, westlich des Sattels drei Kehren.

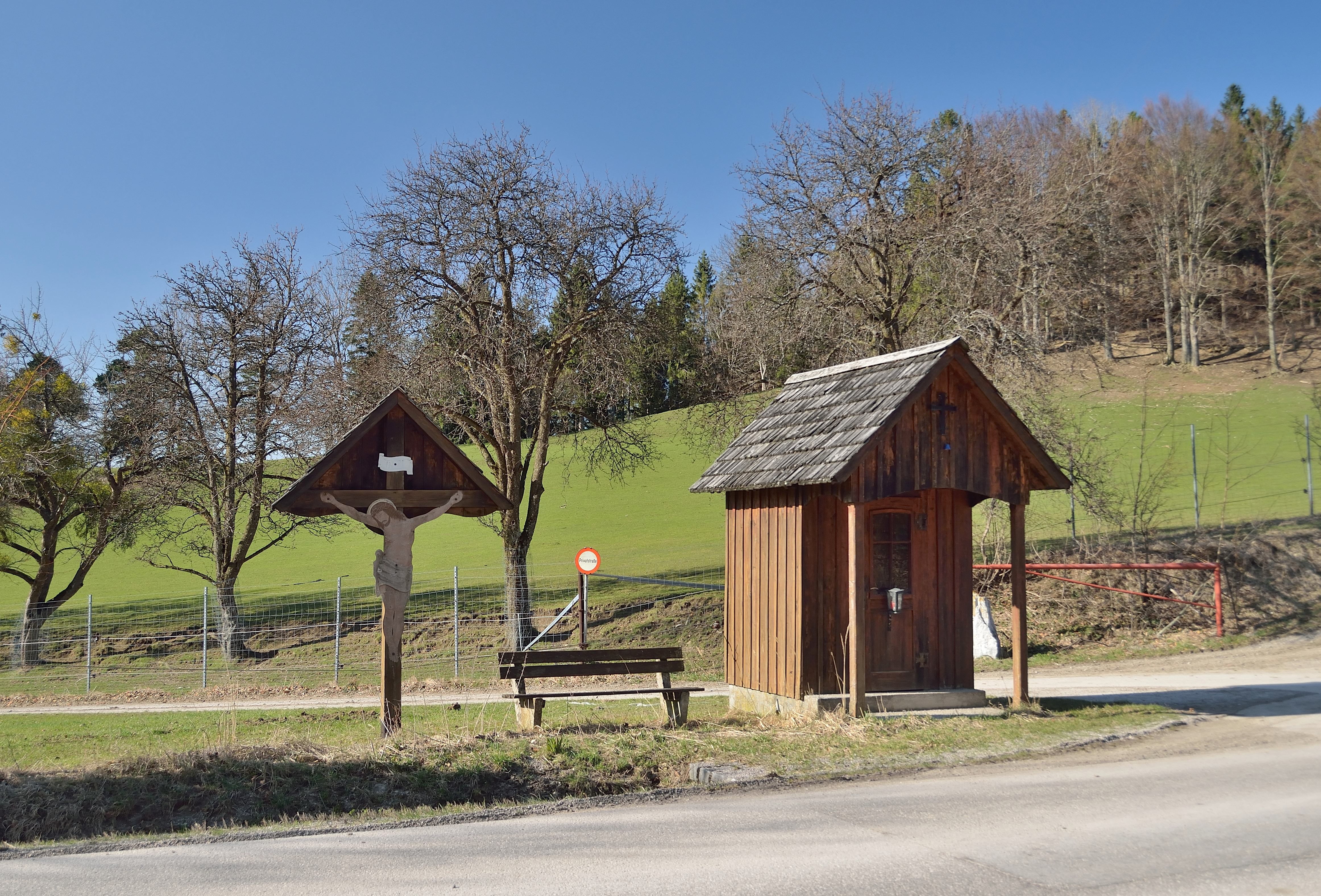
Kreuz und Wegkapelle östlich der Passhöhe

Von der Passhöhe bis etwa 500 m östlich davon führt die Landesstraße ein kurzes Stück mit wenig Gefälle durch das Gemeindegebiet von Eschenau, ehe bei einer Hofzufahrt ein Kreuz und eine Wegkapelle (Lage) stehen. Westlich unterhalb der Passhöhe steht ein Franzosenkreuz (Lage).
Der Sattel liegt direkt nördlich des Lindenbergs (946 m ü. A.), östlich befindet sich der Lorenzipechkogel (883 m ü. A., ⊙).
Etwa drei Kilometer weiter nördlich befindet sich mit der Geiseben (594 m ü. A.) noch ein Pass, über den die L107 führt, dann laufen die Türnitzer Alpen langsam in Hügelland aus. Südlich bietet nur mehr die Türnitzer/Pielachtaler Gscheid (841 m ü. A.) einen Übergang zwischen den beiden Tälern (abgesehen von Puchenstuben – Annaberg zwischen den Talenden über die Erlauf, schon am Ötscher).
Der Name steht wohl zu bairisch Moari ‚Grenze‘ als Aussprache von Mark(-Stein),
in Bezug auf die alte Gerichtsgrenze, die hier verlief (heute Bezirksgrenze Sankt Pölten-Land zu Lilienfeld). Jedoch weist auch der seit dem 15. Jahrhundert nachgewiesene schweizerdeutsche Flurname „Mörischlag“ (später Märenschlag als Name einer Alpwirtschaft) wie die Ortsnamen Morgarten, Mörlialp, Marbach usw. auf ein durch Kahlschlag gewonnenes, mooriges Land hin. Somit besteht Verwandtschaft zu mittelhochdeutsch môr bzw. mar (für Moor).
Im Jahr 2012 war der Sattel Teil der Bergwertung auf der Österreich-Rundfahrt.